# Cucina hakka

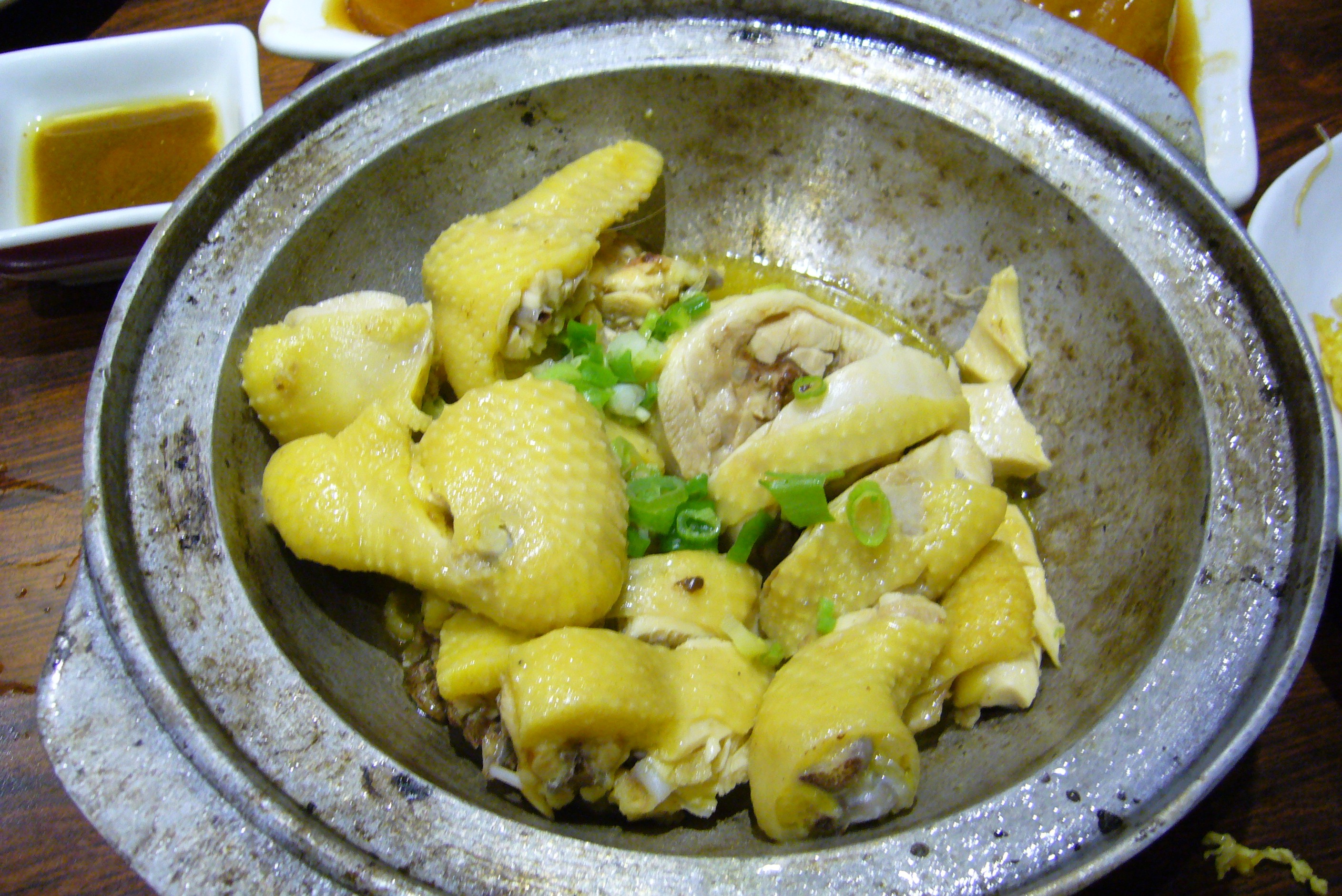
Pollo al forno salato

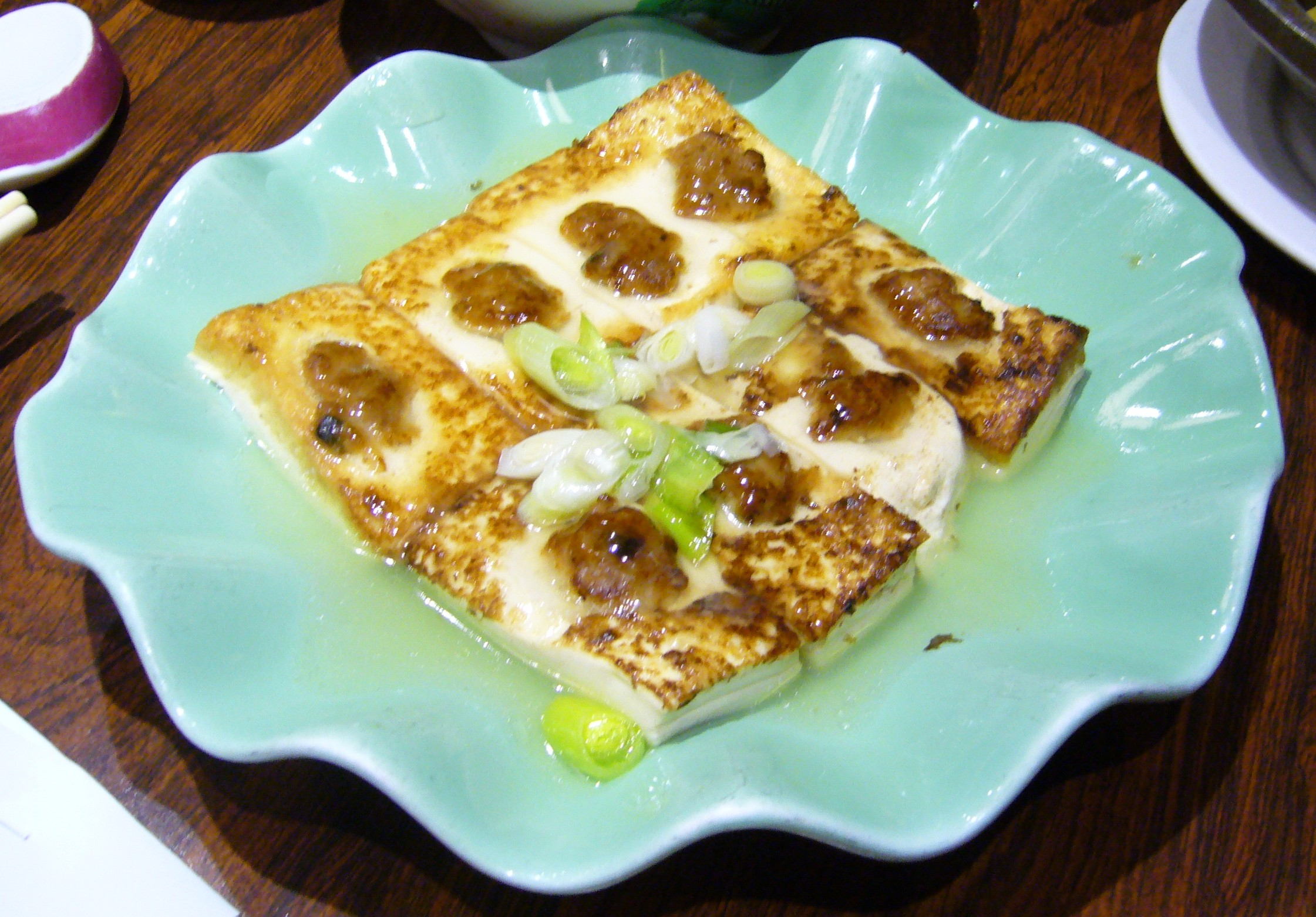
Ngiong tew foo

La cucina hakka è lo stile di cucina del popolo hakka in Cina, nato nelle province del Guangdong e del Fujian, ma si può trovare anche in altre parti del Paese e all'estero, nei paesi meta di emigrazione di questo popolo.
Vi sono numerosi ristoranti di cucina hakka ad Hong Kong, in Indonesia, Malaysia e Singapore.

## Pietanze
- Pollo al forno salato
- Papera stufata con riso
- Zuppa con polpette di carne di manzo
- Maiale fritto con tofu fermentato
- Ngiong tew foo
- Kiu nyuk

## Bevande
- Lei cha